# Gerald Martens
Gerald Martens (* 1966 oder 1967) ist ein österreichischer Basketballfunktionär und Unternehmer.

## Laufbahn
Martens war 15 Jahre lang als für Strategieentwicklung und Organisation zuständiges Vorstandsmitglied der insbesondere im Bereich Lacke und Bürobedarf tätigen Ring International Holding AG (RIH) tätig und leitete das Wiener Unternehmen, welches zahlreiche europäische Firmen übernahm und sanierte, mit seinem älteren Bruder Ralph sowie Ralph Leo Lanckohr. Nach der Übernahme des Unternehmens Helios durch RIH im Jahr 2014 unterstützte Martens mit seinem Konzern auch den von Helios finanzierten Basketballverein Košarkarskega kluba Helios im slowenischen Domžale. 2016 verließ Martens die Ring International Holding AG.
Er ist der Gründer der länderübergreifenden Basketballliga Alpe Adria Cup (AAC), die 2015 ihren Spielbetrieb aufnahm. Im März 2019 wurde Martens zum Präsidenten des Österreichischen Basketballverbandes gewählt. Als Ziele seiner Präsidentschaft gab er unter anderem eine Wiedereingliederung von Bundesliga und 2. Bundesliga in den Verband, eine erhöhte Öffentlichkeitswirksamkeit des österreichischen Basketballs, eine Ausschöpfung des Potenzials der Sportart Basketball in Österreich sowie eine Stärkung der Basketballvariante „3-gegen-3“ an. Zum 1. Juli 2019 wurde der Ligabetrieb der höchsten österreichischen Spielklasse unter Martens’ Leitung wieder vom Österreichischen Basketballverband übernommen sowie ein neuer Vertrag mit dem Fernsehsender Sky geschlossen, der unter anderem zusätzliche Direktübertragungen von Ligaspielen vorsah.
2023 zog Martens kurz vor der Abstimmung seine Bewerbung um das Amt des Schatzmeisters des europäischen Basketballverbands zurück. Anfang Juli 2024 beendete er seine Tätigkeit als Vorsitzender des Österreichischen Basketballverbands. Im August 2024 wurde Helmut Niederhofer zu seinem Nachfolger als Präsident gewählt.